# Kaliese Spencer
Kaliese Spencer, jamajška atletinja, * 6. maj 1987, Savanna-La-Mar, Jamajka.
Nastopila je na olimpijskih igrah leta 2012, ko je osvojila četrto mesto v teku na 400 m z ovirami. Na svetovnih prvenstvih je v  štafeti 4×400 m osvojila srebrno medaljo leta 2009, na svetovnih dvoranskih prvenstvih srebrni medalji v isti disciplini in teku na 400 m leta 2014, na igrah Skupnosti narodov pa zlato medaljo v teku na 400 m z ovirami istega leta.